# María Teresita de J. Colotti
María Teresita de Jesús Colotti (1970 ) es una brióloga, y taxónoma argentina.

## Biografía
En 1992 obtiene su licenciatura en Botánica en la Universidad Nacional de Tucumán, y el doctorado en 2006.
Ha desarrollado actividad científica, y como profesora en el "Departamento de Botánica", de la Universidad Nacional de Tucumán, en taxonomía de plantas nativas americanas. Desde 2008, trabaja en la revisión del genus Leptodontium en Argentina, y para el neotrópico en el marco del Proyecto "Diversidad Briológica y de Ascomycetes en Argentina entre 20º y 35º de Lat. S" bajo la dirección de la Dra. María Magdalena Schiavone.

## Algunas publicaciones
- g.m. Suárez, m.m. Schiavone, maría t. Colotti. 2014. El género Holomitrium (Dicranaceae, Bryophyta), nuevo registro en Argentina y Uruguay. Bol. Soc. Argent. Bot. 49 (4): 457-461

- t.l. Ellis, h. Bednarek-Ochyra, r. Ochyra, s. Calvo Aranda, m.t. Colotti, m.m. Schiavone, et. al. 2011. New national and regional bryophyte records 26. J. Bryol. 1/2011 33: 66-73

- g.m. Suárez, maría t. Colotti, m.m. Schiavone. 2005. Dolotortula mniifolia (Sull.) Zand. (Pottiaceae, Musci) en Argentina. Lilloa 42 (1-2): 81-84

## Honores
Miembro de
- Sociedad Latinoamericana de Briología[9]

- La abreviatura «Colotti» se emplea para indicar a María Teresita de J. Colotti como autoridad en la descripción y clasificación científica de los vegetales.[10]